# Церлах
Церлах (нем. Zerlach) — коммуна в Австрии, в федеральной земле Штирия. 
Входит в состав округа Фельдбах.  Население составляет 1780 человек (на 31 декабря 2005 года). Занимает площадь 23,78 км².

## Политическая ситуация
Бургомистр коммуны — Франц Лёффлер (АНП) по результатам выборов 2005 года.
Совет представителей коммуны (нем. Gemeinderat) состоит из 15 мест.
- АНП занимает 13 мест.
- СДПА занимает 2 места.